# Pecan Gap
Pecan Gap é uma cidade localizada no estado norte-americano do Texas, no Condado de Delta e Condado de Fannin.

## Demografia
Segundo o censo norte-americano de 2000, a sua população era de 214 habitantes.
Em 2006, foi estimada uma população de 224, um aumento de 10 (4.7%).

## Geografia
De acordo com o United States Census Bureau tem uma área de
1,6 km², dos quais 1,6 km² cobertos por terra e 0,0 km² cobertos por água. Pecan Gap localiza-se a aproximadamente 157 m acima do nível do mar.

## Localidades na vizinhança
O diagrama seguinte representa as localidades num raio de 20 km ao redor de Pecan Gap.